# 仁壽奎星閣
仁壽奎星閣位於四川省仁壽縣城關鎮，文物遺址年代判定為清。1991年4月16日公佈為四川省第三批文物保護單位。